# Vladimir Gudelj
Vladimir Gudelj detto Vlado (Mostar, 27 novembre 1966) è un dirigente sportivo ed ex calciatore bosniaco, in precedenza jugoslavo, di ruolo attaccante, delegato del Celta Vigo.

## Carriera

### Esordi e Celta Vigo
Cresciuto nel Velež Mostar, squadra della sua città natale, debutta nel 1985 con la prima squadra nella massima categoria della Jugoslavia.
Nel 1991 passa al Celta Vigo, il club si trova in Segunda División spagnola per la seconda stagione consecutiva. Debutta il 1 settembre 1991 contro il Lleida (3-0) e segna subito una doppietta.
La prima stagione di Gudelj nella nuova squadra è molto positivo: con 27 reti in campionato (9 doppiette) guadagna il titolo di capocannoniere e porta il Celta alla vittoria della Segunda División e di conseguenza al ritorno in massima serie.
Fa il suo esordio in Liga con i galiziani alla seconda giornata di campionato, il 13 settembre 1992 contro il Valencia (0-0). Il 27 settembre segna il suo primo gol in Liga, realizzando un rigore che permette al Celta Vigo di battere l'Athletic Bilbao per 1-0. Durante questa stagione segna 7 gol.
Nella stagione 1993-1994 arriva in finale di Coppa del Re ma viene sconfitto ai rigori dal Real Saragozza. Gudelj è il capocannoniere del torneo e realizza anche il secondo dei rigori della sua squadra.
Nella stagione 1994-1995 è terzo nella classifica marcatori con 17 reti, a pari merito con Davor Šuker. Nel 1998 la squadra biancoceleste arriva al sesto posto in campionato, ottenendo la qualificazione alla Coppa UEFA. 
Il 24 novembre 1998 Gudelj debutta nelle competizioni internazionali in una vittoria casalinga contro il Liverpool, segnando il gol del definitivo 3-1.

### Compostela
A fine stagione, nel 1999, passa a un'altra squadra della Galizia, il Compostela, in Segunda División. Debutta alla prima giornata, il 22 agosto, contro il Recreativo de Huelva (3-0) segnando una doppietta.
Nella stagione 2000-2001 la squadra retrocede in Segunda B e Gudelj decide di ritirarsi.

## Palmarès

### Club
- Segunda División spagnola: 1

Celta Vigo: 1991-1992

### Individuale
- Trofeo Pichichi (Segunda División): 1

1991-1992 (27 gol)
- Capocannoniere della Coppa di Spagna: 1

1993-1994 (7 gol)